# Zentrum für Qualität in der Pflege
Das Zentrum für Qualität in der Pflege (ZQP) ist eine vom Verband der Privaten Krankenversicherung e.V. (PKV) gegründete gemeinnützige Stiftung bürgerlichen Rechts im Gesundheits- und Sozialsektor, die unter anderem der Förderung der Altenhilfe, des öffentlichen Gesundheitswesens und der Wissenschaft und Forschung dient.
Stiftungsorgane sind ein Stiftungsrat, in dem neben Vertretern der Stifter auch Persönlichkeiten des öffentlichen Lebens und der Selbsthilfe eingebunden sind. Als Vorsitzende des Stiftungsrates wurde Christa Stewens gewählt. Sitz der Stiftung ist Berlin. Als oberstes Exekutivorgan steht ein dreiköpfiger Vorstand dem ZQP vor. Dieser wird durch ein Kuratorium aus Praxisexperten, Fachpolitikern und Vertretern des Verbraucherschutzes sowie durch einen wissenschaftlichen Beirat aus international anerkannten Experten zu grundsätzlichen Fragestellungen beraten.
Die Stiftung ist operativ tätig und greift Projektideen aus den Bereichen häusliche Versorgung, stationäre Versorgung, Prävention in der Pflege und Innovation in der Pflege auf. Ziel ist es, bestehende Wissenslücken zu schließen und zugleich durch die Projektergebnisse wichtige Impulse in der Qualitätsdiskussion im Bereich der Pflege zu setzen. Zudem lädt das ZQP regelmäßig die Akteure des Gesundheits- und Sozialwesen zur Diskussion ein und informiert darüber hinaus die Verbraucher über den Stand der Qualitätsentwicklung in der Pflege sowie über vielversprechende Praxismodelle.